# Haghpat
Pour l’article homonyme, voir Haghpat (Lorri).
Haghpat ou Haghbat (en arménien Հաղպատ), ou Haghpatavank (Հաղպատավանք) est un monastère arménien situé dans la communauté rurale de Haghpat, marz de Lorri, au nord-est de l'Arménie.

## Histoire
Le monastère a été construit entre le Xe et le XIIIe siècles. La fondation fut tracée sous le règne d'Abas Bagratouni, à l'emplacement d'un petit village du IVe siècle du nom de Haghpat. Il est situé dans le district de Toumanian comme le monastère de Sanahin. L'église Sourp Nshan (« Saint-Signe »), la principale, a été construite sur l'ordre de la reine Khosrovanouch, femme d'Achot le Miséricordieux, pour assurer la longévité et la prospérité de ses fils, Smat et Gourgen. Elle fut achevée plus tard par ses fils, les rois Smbat II et Gourgen Ier Bagratouni vers 989. Un bas-relief de l'église représente les deux princes soutenant une maquette de celle-ci.

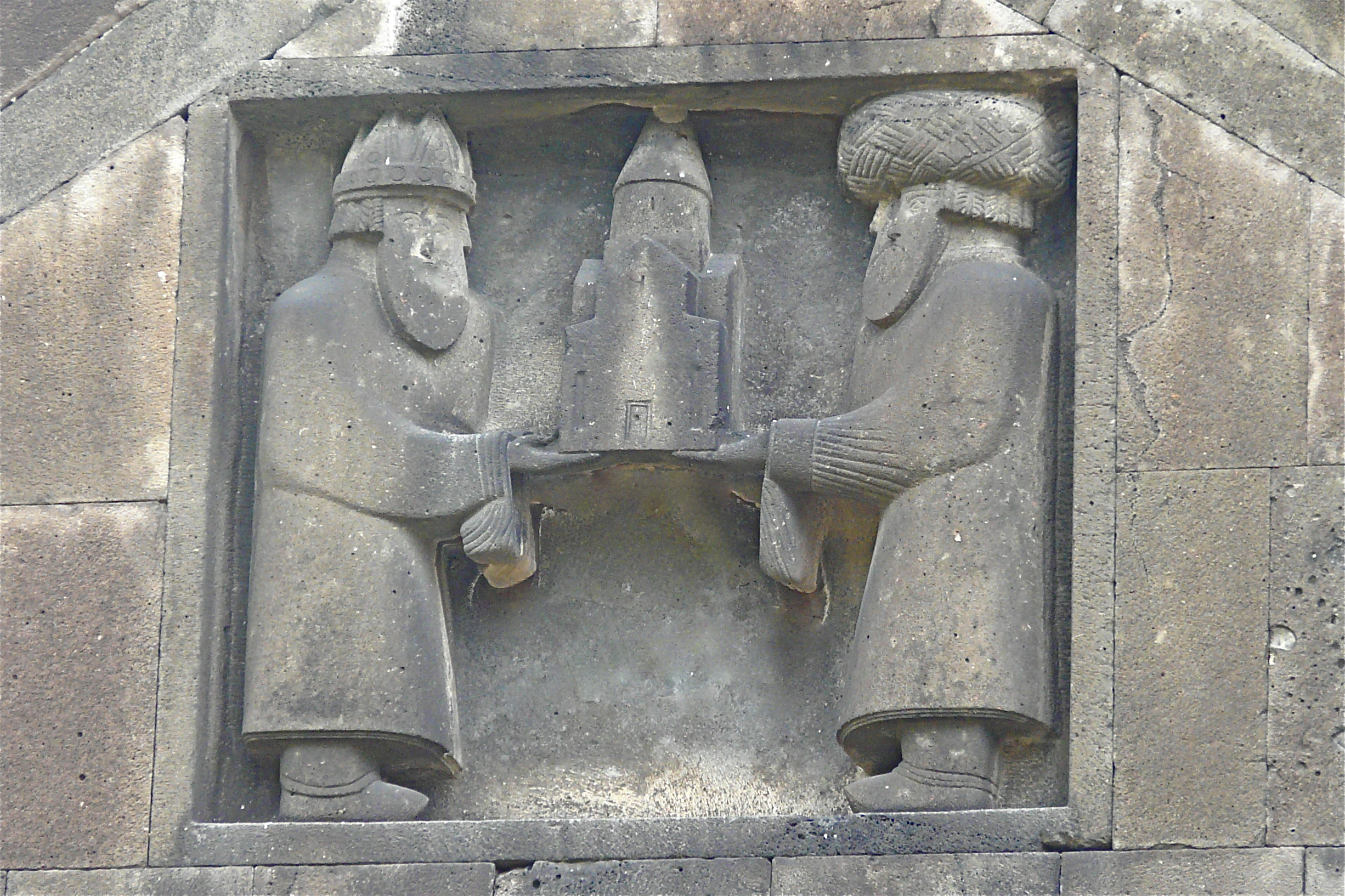
Smbat et Gourgen.

Après la chute des Bagratides, à Ani, en 1064, le monastère périclita, jusqu'à l'époque zakaride. Le monastère fut alors très largement complété ; cette construction allait de pair avec celle de Sanahin et celle de la forteresse de Kayan destinée à les protéger des troupes mongoles.
Après la prise d'Ani par les Mongols en 1236, les monastères furent mis à sac. Plusieurs fois reconstruits, ils furent de nouveau saccagés par les légions de Timur, c'est-à-dire par les Ottomans.
Par la suite, grâce à la paix durable qui s'institua alors, les monastères renaquirent et constituèrent un grand centre intellectuel de l'Arménie, de 1759 à 1795. Ce lieu d'enseignement et d'études, où étaient entreposés de nombreux manuscrits, abrita le poète lyrique Sayat-Nova pendant sa vie monastique, sous le nom de frère Stépanos.
Il a été restauré à l'époque soviétique, et vidé de ses moines.
« Exemple remarquable de l'architecture religieuse qui s'est développée en Arménie entre le Xe et le XIIIe siècles », le site est repris depuis 1996 sur la liste du patrimoine mondial de l'UNESCO avec le monastère de Sanahin, ajouté en 2000.

## Description
L'église principale est dédiée au Sainte-signe (Sourp Nshan) et précédée d'un gavit ou narthex construit vers 1201. Le monastère abritait autrefois le mausolée du roi bagratide de Lorri Kuriké III.
Sourp Nshan est une église cruciforme typique, encastrée dans un bâtiment rectangulaire ; elle est surmontée par un dôme monumental, qui a été rénové en 1113. Ainsi, de l'extérieur elle a un aspect rectangulaire et dès qu'on pénètre à l'intérieur on reconnaît la croix. Son architecte est Tiridate. On y retrouve les quatre piliers soutenant la coupole reliés par des arcades ogivales.
Bien que des fresques aient été réalisées à deux reprises, il n'en reste que peu de traces. Néanmoins les formes géométriques qui ornent les plafonds et les murs donnent à l'ensemble un aspect très élégant.
La deuxième chapelle est dédiée à saint Grégoire ; elle fut construite entre 1005 et 1025. Le monastère compte également une petite chapelle, Sainte-Mère-de-Dieu (Sourp Astvatsatsin).

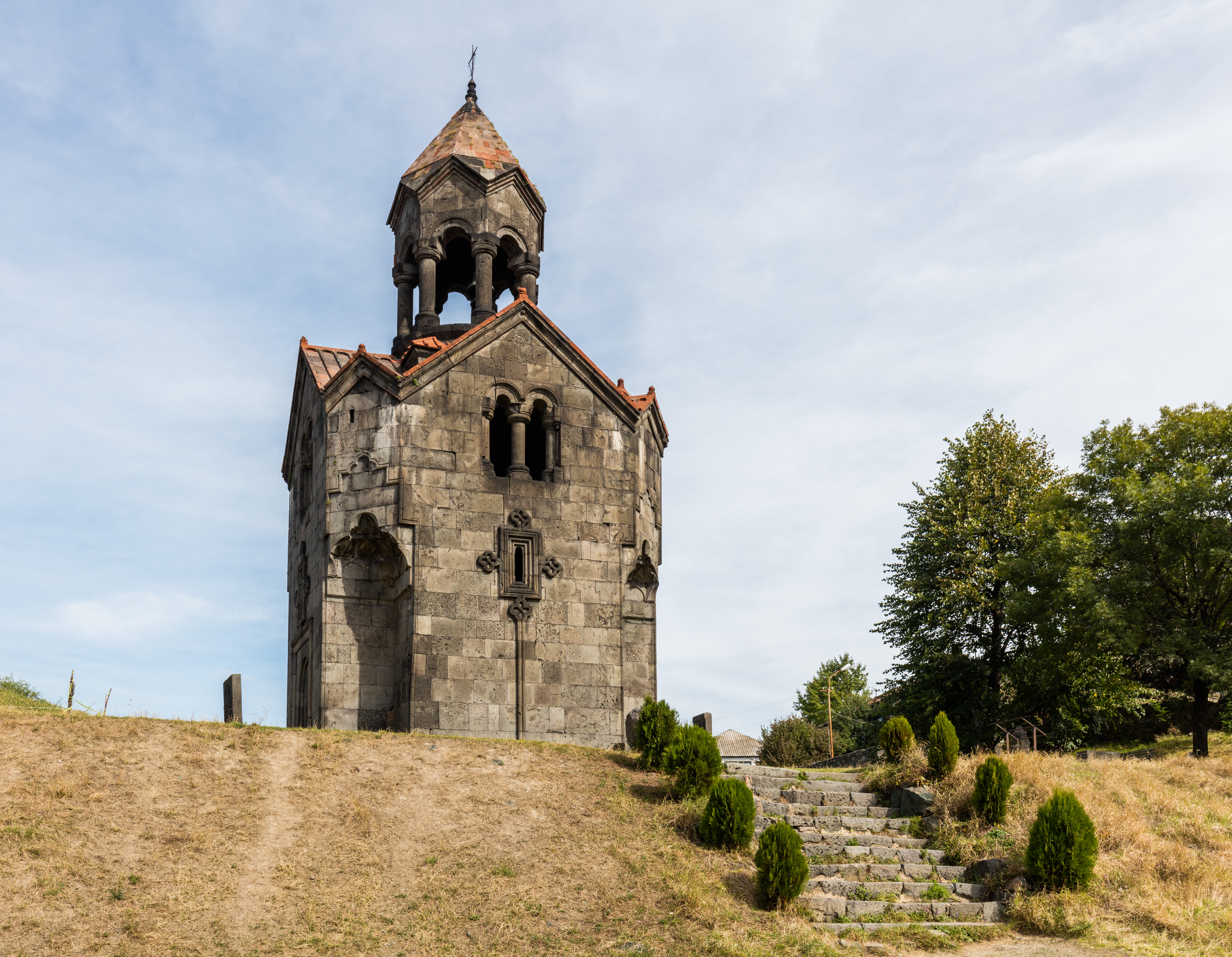
Tour-clocher.
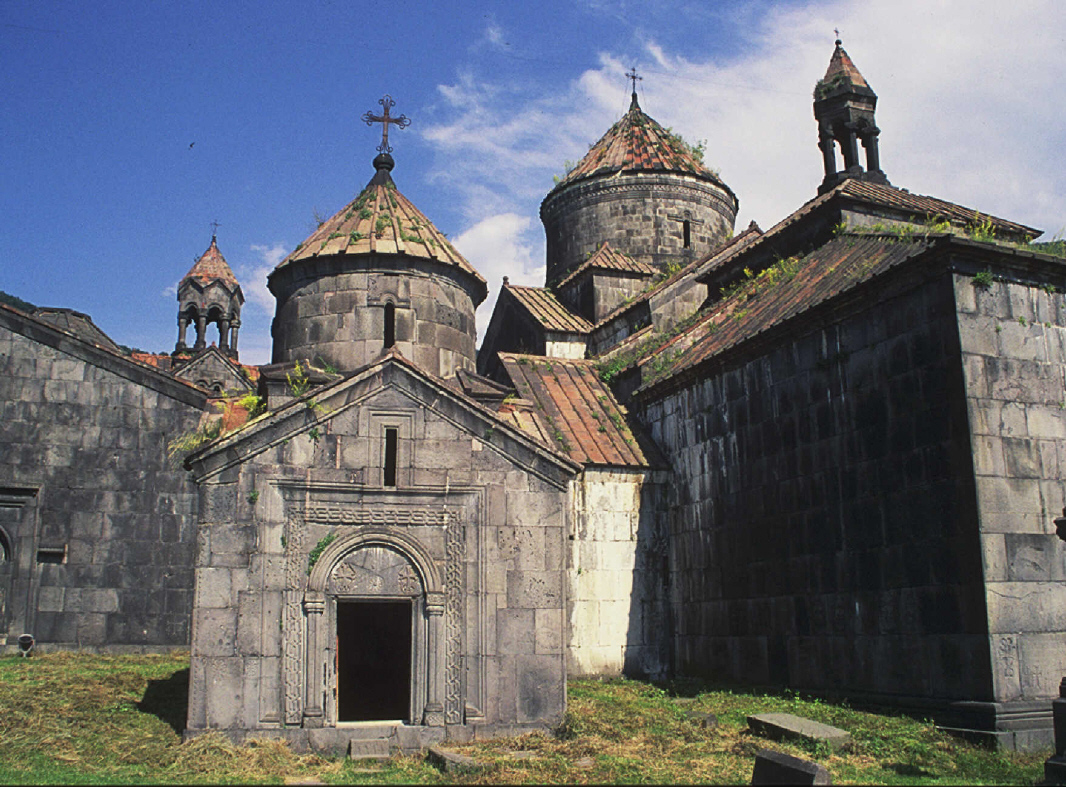
Vue d'ensemble du site.
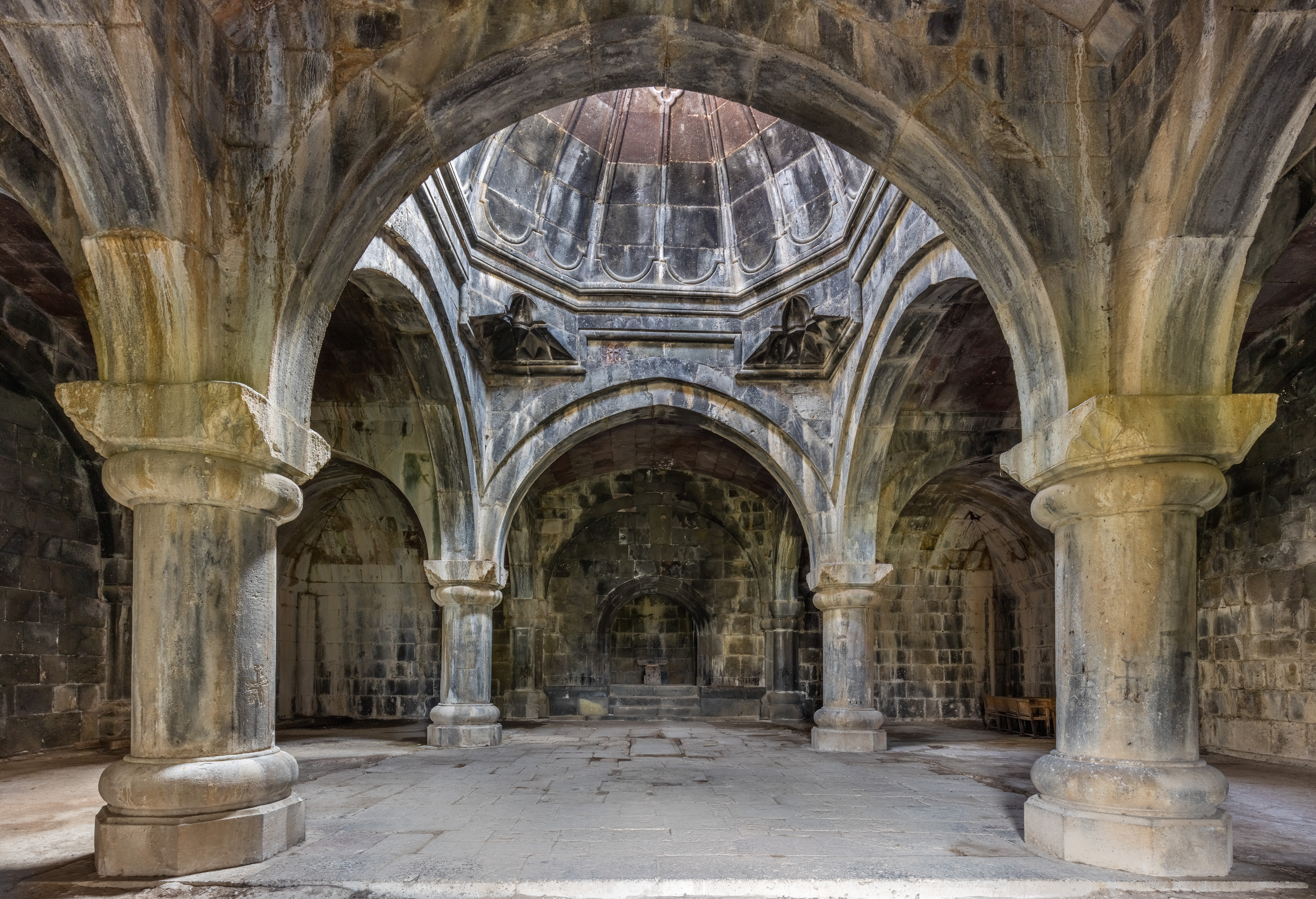
Gavit.
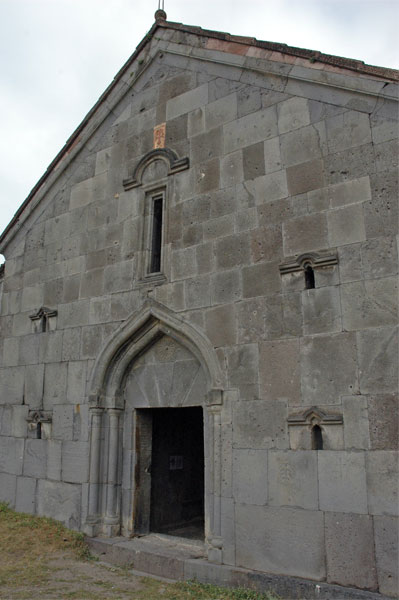
Saint-Grégoire.
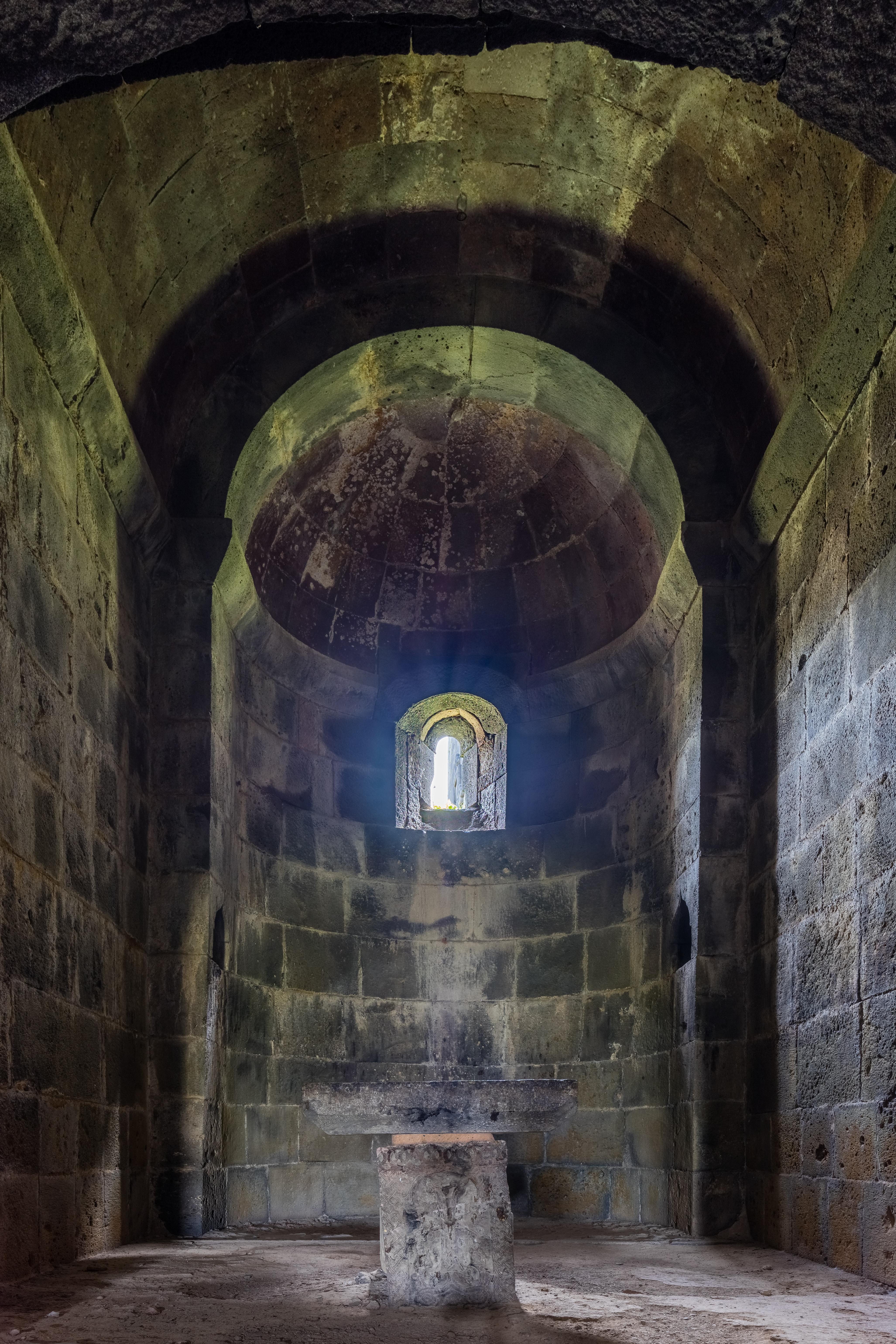
Intérieur de l'église.